# Leiodes strigipennis
Leiodes strigipennis – gatunek chrząszcza z rodziny grzybinkowatych i podrodziny Leiodinae.
Gatunek ten opisany został po raz pierwszy w 1983 roku przez Hermanna Daffnera.
Chrząszcz o ciele długości od 1,8 do 2,5 mm, owalnym w zarysie, ubarwionym jednolicie żółtobrunatnie z kasztanowym odcieniem. Głowa ma nadustek odgraniczony od drobno i gęsto punktowanego czoła oraz czułki o ostatnim członie nieco węższym od poprzedniego i niewiele dłuższym niż szerszym. Przedplecze jest najszersze u podstawy i ma silnie i gęsto punktowaną powierzchnię, obrzeżone krawędzie boczne, krawędź tylną prostą, a tylne kąty proste, w widoku grzbietowym nienakrywające podstawy pokryw. Na najszerszych przed połową długości pokrywach znajduje się po dziewięć wyraźnych rządków z dużymi punktami. Międzyrzędy są punktowane bardzo delikatnie z wyjątkiem nielicznych większych punktów na nieparzystych z nich. Punkty na całej powierzchni pokryw połączone są rzeźbą w postaci poprzecznego bruzdkowania. Tylna para skrzydeł jest normalnie wykształcona. Między biodrami odnóży drugiej pary bierze swój początek dość wysoka i stosunkowo stromo ku przodowi opadająca listewka. Stopy przedniej i środkowej pary zbudowane są z pięciu członów. Odnóża tylnej pary mają czteroczłonowe stopy, a u samca wydłużony zewnętrzny wierzchołek uda. 
Owad górski.
Gatunek palearktyczny, europejski, podawany z Wielkiej Brytanii, Francji, Niemiec, Szwajcarii, Austrii, Włoch, Polski, Słowacji i Węgier. W Polsce odłowiony jednokrotnie – w 1977 roku w Pieninach.